# Regras de voo visual
Visual flight rules (VFR - regras de voo visual) é o conjunto de procedimentos e regras utilizados na operação de aeronaves quando as condições atmosféricas permitem ao piloto controlar visualmente a altitude do aparelho (por referência ao horizonte), navegar, e assegurar a separação de obstáculos, terreno e outro tráfego aéreo.

## Critérios para o VFR
Voos sob VFR somente podem ser realizados nas seguintes condições: 
- manter referência com o solo ou água, de modo que as formações meteorológicas abaixo do nível de voo não obstruam mais da metade da área de visão do piloto;
- voar abaixo do FL 150 (15000 pés); e,
- voar com velocidade dentro dos limites estabelecidos na Tabela 1.

Exceto em condição de VFR especial, não poderão pousar, decolar, entrar na ATZ (Zona de Tráfego de Aeródromo) ou no circuito de tráfego de tal aeródromo se: 
- o teto for inferior a 450 m (1500 pés); ou
- a visibilidade no solo for inferior a 5 km.

É proibida a operação de aeronaves sem equipamento rádio ou com este inoperante, nos aeródromos providos de TWR e de AFIS, exceto mediante prévia coordenação e nos casos previstos na ICA 100-37 (Serviços de Tráfego Aéreo):
- voo de translado de aeronaves sem rádio; e,
- voo de planadores e de aeronaves sem rádio pertencentes a aeroclubes sediados nesses aeródromos.

## Mínimos de visibilidade e distância
Os requisitos meteorológicos mínimos para voos VFR são chamados condições meteorológicas visuais. Quando não é possível realizar um voo VFR, o voo deve ser iniciado sob (ou alterado para) as regras de voo por instrumento (IFR - Instrument Flight Rules), sendo exigida ao piloto uma habilitação adicional de voo por instrumentos e à aeronave que esteja equipada com instrumentação necessária para a rota pretendida.
Os requisitos variam de acordo com a classe de espaço aéreo em que a aeronave se encontra:
| Classe de Espaço Aéreo                                                            | Distância das Nuvens                                  | Visibilidade                                                       | Limite de Velocidade                                                        |
| --------------------------------------------------------------------------------- | ----------------------------------------------------- | ------------------------------------------------------------------ | --------------------------------------------------------------------------- |
| A                                                                                 | Não é permitido                                       | Não é permitido                                                    | Não é permitido                                                             |
| B                                                                                 | Livre de Nuvens                                       | 8 km se voando acima do FL100 (inclusive) ou 5 km se voando abaixo | 380 kt                                                                      |
| C, D e E                                                                          | 1500 m horizontalmente 300 m (1000 pés) verticalmente | 8 km se voando acima do FL100 (inclusive) ou 5 km se voando abaixo | 250 kt IAS se voando abaixo do FL100 ou 380 kt IAS se voando acima do FL100 |
| F e G - Até 900 m (3000 pés) AMSL ou 300m (1000 pés) sobre o terreno (inclusive). | Livre de nuvens e avistando o solo                    | 8 km se voando acima do FL100 (inclusive) ou 5 km se voando abaixo | 250 kt IAS se voando abaixo do FL100 ou 380 kt IAS se voando acima do FL100 |
| F e G - Acima de 900 m (3000 pés) AMSL ou 300 m (1000 pés) sobre o terreno.       | 1500 m horizontalmente 300m verticalmente             | 5 km                                                               | 250 kt IAS se voando abaixo do FL100 ou 380 kt IAS se voando acima do FL100 |

## Perda de condições mínimas
Quando houver deterioração das condições meteorológicas e as condições meteorológicas visuais (VMC) mínimas não forem atingidas, a aeronave em voo VFR poderá:
- solicitar uma mudança de autorização que lhe permita prosseguir VMC até o destino ou um aeródromo de alternativa, ou abandonar o espaço aéreo dentro do qual é exigida uma autorização ATC;
- continuar em voo VMC e notificar ao órgão ATC correspondente as medidas tomadas ou para abandonar o referido espaço aéreo ou para pousar no aeródromo apropriado mais próximo se uma mudança de autorização não puder ser obtida;
- solicitar uma autorização para prosseguir como voo VFR especial, caso se encontre dentro de uma TMA (Área de Controle Terminal) ou CTR (Zona de controle); ou,
- solicitar autorização para voar de acordo com as regras de voo por instrumentos.

### VFR especial
É o voo VFR autorizado pelo controle de tráfego aéreo, realizado dentro de uma Área de Controle Terminal ou Zona de Controle sob condições meteorológicas inferiores às VMC.